# Пуна
Пу́на (маратхи पुणे Пу́не, Пун) — город в Индии, расположен в 150 км к юго-востоку от Мумбаи. Население Пуны составляет около 3,1 млн чел. (2011). Пуна — девятый по численности населения город Индии и второй в штате Махараштра.
Пуна расположена на плоскогорье Декан, у слияния рек Мутха (англ.) и Мула (англ.). Средняя высота над уровнем моря — 560 м.. Пуна — административный центр округа Пуна.
Первые достоверные сведения о городе относятся к 847 году н. э. Пуна — первая столица империи Маратха. В 18-м веке Пуна была политическим центром Индийского субконтинента, являясь местом нахождения пешвы — премьер-министра империи Маратха.
Пуна — один из культурных центров штата Махараштра.

## История
Найденные в Пуне медные пластинки, датированные 858 и 868 годами, доказывают, что ещё в IX веке здесь существовало земледельческое поселение, известное как Пуннака. Пластинки подтверждают, что этот регион находился под управлением династии Раштракутра. В этот период был построен храмовый комплекс Паталешвар.
С IX в. по 1327 год Пуна находилась под управлением правителей из династии Ядавов. В 1595 году Пуна правителями империи Великих Моголов была предоставлена в качестве джагира махарадже Малоджи Бхосле.

### Правление махарадж
В 1626 году махараджа Шахаджи Бхосле назначил Ранго Бапуджи Дхадпхале управляющим Пуной. Он стал первым управляющим, внёсшим значительный вклад в развитие города. При нём строились новые жилые и торговые кварталы, такие как Касба Пет, Сомвар Пет, Равивар Пет. После нападения на город войск Биджапурского султаната в 1630 году, повторившегося в 1636—1647 годах, город подвергся существенной перестройке. В этот период была изменена система налогообложения и управления городом, предприняты меры по укреплению правопорядка. В 1631 году началось строительство мавзолея Лал Махал (завершилось в 1640 году).
В 1660 году Пуна была оккупирована войсками могольского генерала Шаиста-хана, но в 1670 году перешла под контроль конфедерации Маратхов. Пуна получила толчок к развитию после основания в 1674 году Шиваджи империи Маратхов. При Шиваджи в регионах Парвати и Кондхва в мелиоративных целях были построены дамбы. В течение конфликта между Маратхой и империей Великих Моголов, продолжавшегося 27 лет, в период с 1703 по 1705 год. Пуна была оккупирована могольским правителем Аурангзебом.

### Правление пешв
В 1720 году Баджи Рао I назначил премьер-министром (пешва) государства Мартахов Чхатрапати Шаду. Он выбрал Пуну в качестве своей базы и начал сооружение крепости Шанивар Вада на правом берегу реки Мутха. Строительство было завершено в 1730 году. Патронаж пешвы государства Маратхов привёл к строительству в городе многих храмов и мостов. Власть пешвы пришла в упадок после поражения в битве при Панипате в 1761 году.

### Британское правление
В 1817 году в результате третьей Англо-маратхской войны Пуна перешла под управление англичан и вошла в состав Бомбейского президентства. Британской колониальной администрацией в восточной части города была размещена крупная военная база. В 1858 году Пуна получила статус муниципалитета.

## Физико-географическая характеристика

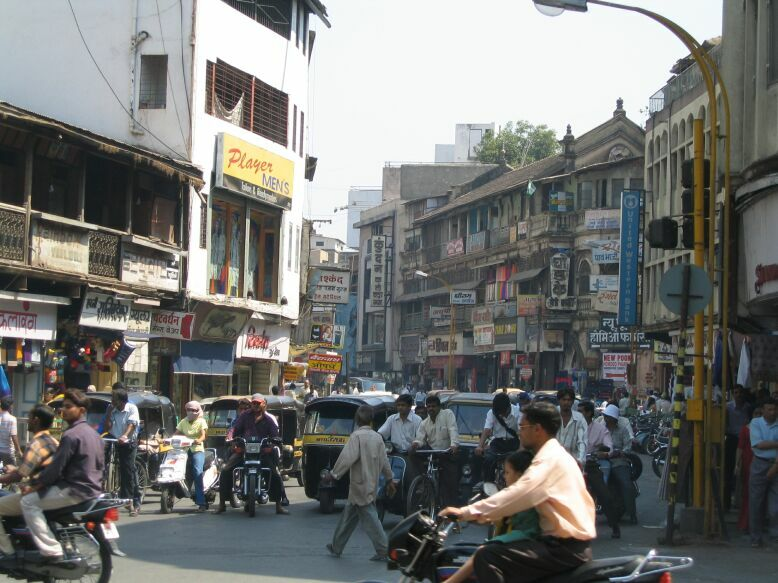
Одна из улиц в центре города

Пуна расположен на западной оконечности плоскогорья Декан, на высоте 560 м над уровнем моря. Территория Пуны довольно холмиста. Центр города находится на слиянии рек Мула и Мутха. Реки Павана и Индраяни пересекают северо-западные пригороды Пуны. Город находится вблизи сейсмически активной зоны, время от времени подвержен слабым и средним землетрясениям.

### Климат
Климат Пуны — переходный от полупустынного к тропическому климату саванн со средними температурами, варьирующимися от 20 до 28°С. Выделяют 3 сезона: летний (с марта по май), сезон муссонов (с июня по октябрь) и зимний (с ноября по февраль). Самая высокая температура была зафиксирована 30 апреля 1897 года: 43,4°С.
Самая низкая температура — 17 января 1935 года: 1,7°С.
Среднегодовой уровень осадков — 741 мм (почти все они выпадают в период с июня по сентябрь).
| Показатель                    | Янв. | Фев. | Март | Апр. | Май  | Июнь  | Июль  | Авг.  | Сен.  | Окт. | Нояб. | Дек. | Год   |
| ----------------------------- | ---- | ---- | ---- | ---- | ---- | ----- | ----- | ----- | ----- | ---- | ----- | ---- | ----- |
| Абсолютный максимум, °C       | 35,3 | 38,9 | 42,8 | 43,3 | 43,3 | 41,7  | 36,0  | 35,0  | 36,1  | 37,8 | 36,1  | 35,0 | 43,3  |
| Средний суточный максимум, °C | 30,3 | 32,8 | 36,0 | 38,1 | 37,2 | 32,1  | 28,3  | 27,5  | 29,3  | 31,8 | 30,5  | 29,6 | 32,0  |
| Средняя температура, °C       | 20,5 | 22,0 | 25,6 | 28,8 | 29,7 | 27,4  | 25,3  | 24,5  | 25,1  | 25,0 | 22,3  | 20,2 | 24,7  |
| Средний суточный минимум, °C  | 11,4 | 12,7 | 16,5 | 20,7 | 22,5 | 22,9  | 22,0  | 21,4  | 20,7  | 18,8 | 14,7  | 12,0 | 18,0  |
| Абсолютный минимум, °C        | 1,7  | 3,9  | 7,2  | 10,6 | 13,8 | 17,0  | 18,9  | 17,2  | 13,2  | 9,4  | 4,6   | 3,3  | 1,7   |
| Норма осадков, мм             | 0    | 0,5  | 5,3  | 16,6 | 40,6 | 116,1 | 187,2 | 122,3 | 120,1 | 77,9 | 30,2  | 4,8  | 721,7 |
| Источник:                     |      |      |      |      |      |       |       |       |       |      |       |      |       |

## Население
| Год  | Количество человек |
| ---- | ------------------ |
| 1951 | 488 419            |
| 1961 | 606 777            |
| 1971 | 856 105            |
| 1981 | 1 203 351          |
| 1991 | 1 566 651          |
| 2001 | 2 540 069          |
| 2010 | 5 518 688          |

По данным переписи 2010 года население городской агломерации Пуны составляет 5 518 688 человек. Уровень грамотности населения — около 81 %. Официальный язык — маратхи, довольно распространены также хинди и английский.

## Экономика
Развита автомобильная промышленность, производство мотоциклов. В городе находятся предприятия таких компаний как: Tata Motors, Mahindra & Mahindra, Mercedes-Benz, Daimler AG, Force Motors (Firodia-Group), Kinetic Motors, Liebherr, Volkswagen AG, MAN, Robert Bosch GmbH, Dräxlmaier, Leoni AG, Knorr-Bremse, Behr-Hella Thermocontrol, ARI-Armaturen, ZF Friedrichshafen AG, Suzlon Energy, Serum Institute of India, Döhler GmbH, Wirtgen Group.
Как и в других крупнейших городах Индии, в последние годы развивается отрасль информационных технологий.

## Транспорт

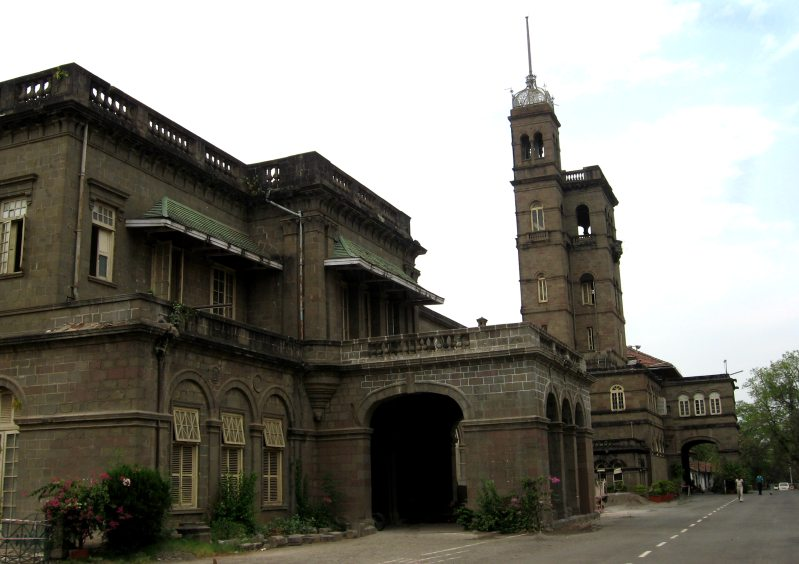
Университет Пуны имени Савитрибай Пхуле

Аэропорт Пуны расположен примерно в 10 км к северо-востоку от центра города. Совершаются рейсы во Франкфурт и в Дубай, а также местные рейсы в большинство крупных городов Индии.
Имеется железнодорожная связь с крупными городами страны. Существует проект по строительству в городе метрополитена, открытие первой части системы намечено на 2013 год.
Национальный хайвэй № 4 соединяет город с Бомбеем, Бангалором и Колхапуром. Хайвэй № 9 — с Хайдерабадом и № 50 — с Ахмеднагаром, Аурангабадом и Аланди. Скоростной шестиполосный экспрессвэй Бомбей-Пуна был построен в 2002 году, эта дорога сокращает время поездки между городами почти до 2 часов.
Идёт строительство городского метрополитена, его вступление в строй ожидается в 2021 году.

## Достопримечательности

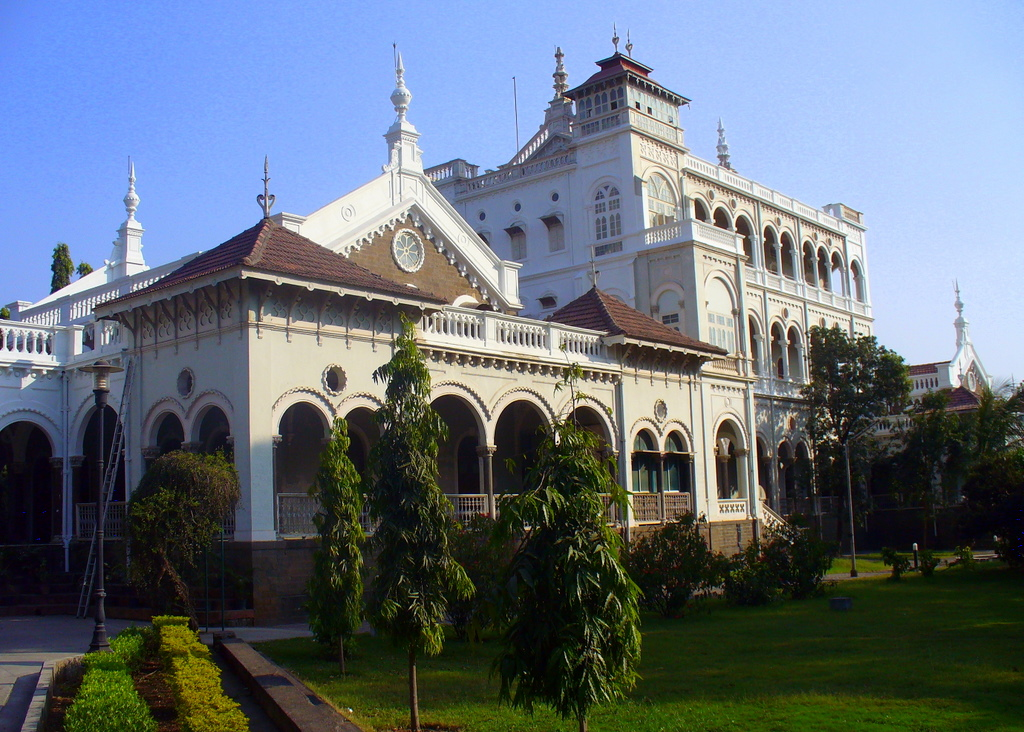
Дворец Ага-хана

Когда-то Пуна был столицей маратхского государства, но в 1818 году его захватили англичане, и с тех пор он развивался как типично военный город. Пуна стала центром многих индусских движений за социальные реформы. Стремительная индустриализация значительно изменила облик города.
В Пуне обязательно стоит посетить Музей раджи Келкара, где выставлена частная коллекция Динкара Келкара. Основу её составляют предметы традиционного индийского искусства. Очень интересны сам дворец, построенный из резного камня, двери храма, найденные во время раскопок гончарные изделия, возраст которых 2 тыс.лет, традиционные индийские лампы, миниатюры XVII века.
Дворец Ага-хана с итальянскими арками и просторными, ухоженными лужайками. В центре Пуна стоит внушающий благоговение храм Паталешвар, высеченный из каменной глыбы. Храм действует и поныне.
В 25 км от Пуна на вершине холма стоит крепость Симха Гад («крепость льва»). Другие крепости, построенные во времена Шиваджи близ Пуна, это — Раджгарх, Торна, Пурандер, Шивнери.
Дворец Шанварвада, сооруженный в 1736 году, служил когда-то резиденцией правителей из династии Пешва, унаследовавших империю Шиваджи. Сильный пожар 1827 году уничтожил большую часть дворца, оставив только старые крепостные стены, огромные ворота, пруды с лотосами и прочный фундамент дворца.
Храм Парвати стоит на вершине холма в окрестностях города. Когда-то это был личный храм правителей из династии Пешва.
В Пуне находится один из региональных центров Французского института Дальнего Востока
Вблизи Джуннара находятся ряд кластеров пещерных храмов. Всего окрестности города насчитывают около 200 независимых районов археологических исследований.

## Города-побратимы
- Колумбус (Индиана), США.
- Остин (Техас), США.
- Сан-Хосе (Калифорния), США.
- Фэрбанкс, США.
- Вакоа-Феникс, Маврикий.

Неформальные отношения с  Бремен, ФРГ

## Известные уроженцы и жители
- Фрэнк Брюин — индийский хоккеист.
- Девен Варма — индийский актёр кино и телевидения.
- Пурушоттам Лаксман Дешпанде — индийский писатель, драматург, музыкант, композитор, актёр, режиссёр, юморист.
- Твинкл Кханна — индийская актриса, кинопродюсер, колумнистка, писательница и дизайнер интерьеров.
- Руби Майерс — индийская актриса.
- Герберт Сирил Такер —  канадский военный деятель, генерал-майор армии Канады, начальник Генерального штаба Канады (1927—1928).